# Dipentodontaceae
Famille
Classification APG III (2009)
La famille des Dipentodontacées est une petite famille de plantes dicotylédones qui ne comprend que 1 à 3 espèces dans 1 ou 2 genres.
Ce sont des arbustes, à feuilles caduques, à inflorescences en ombelles, originaires de Chine, de Birmanie et du nord-est de l'Inde.

## Étymologie
Le nom vient du genre type Dipentodon, composé des trois mots grecs δυο / dio, « deux parties », πέντε / pénte, cinq, et οδόντος / odόntos, dent, littéralement « deux fois cinq dents », en référence aux deux verticilles de cinq dents sur le périanthe.
L'auteur Stephen Troyte Dunn (1868-1938) qui décrivit le genre en 1911, justifie le nom « Dipentodon », en raison de l’exacte similitude des sépales et des pétales (tant par leur nombre que par leur forme et leur couleur). Disposés sur un unique verticille les cinq sépales et les cinq pétales se confondent donnant l’apparence d'un périanthe composé de dix parties identiques.

## Classification
La classification classique de Cronquist (1981) place cette famille dans l'ordre des Santalales.
La classification phylogénétique APG II (2003), en fait une famille de position incertaine.
La classification phylogénétique APG III (2009) place cette famille dans l'ordre des Huerteales.

## Liste des genres
Selon NCBI (2 juin 2010), Angiosperm Phylogeny Website (2 juin 2010) et GRIN (2 juin 2010) :
- Dipentodon (en) Dunn
- Perrottetia (en) Kunth

Selon World Checklist of Selected Plant Families (WCSP) (2 juin 2010) et DELTA Angio (2 juin 2010) :
- genre Dipentodon Dunn (1911)

## Liste des espèces
Selon World Checklist of Selected Plant Families (WCSP) (2 juin 2010) :
- genre Dipentodon Dunn (1911)
  - Dipentodon sinicus Dunn (1911)

Selon NCBI (2 juin 2010) :
- genre Dipentodon
  - Dipentodon sinicus
- genre Perrottetia
  - Perrottetia longistylis
  - Perrottetia ovata